# 不死鳥 (映画)
『不死鳥』（ふしちょう）は、1947年12月11日に日本で公開された映画。

## スタッフ
- 監督：木下惠介
- 製作：小出孝
- 原作：川頭義郎
- 撮影：楠田浩之
- 音楽：木下忠司
- 美術：小島基司
- 録音：大村三郎

## キャスト
- 相原小夜子：田中絹代
- 相原弘：黒沢昭二
- 八坂広也：小杉勇
- 八坂もと：高橋豊子
- 八坂真一：佐田啓二
- 八坂勇二：山内明
- 八坂三郎：浜野肇
- 八坂保子：長船ふじ子
- 八坂健一郎：川頭顕一郎